# Curtiss-Wright CA-1
El Curtiss-Wright CA-1 (a veces conocido como Commuter o Courtney Amphibian) fue un biplano anfibio de cinco asientos estadounidense, diseñado por Frank Courtney y construidos por Curtiss-Wright en San Luis, (Misuri).

## Diseño y desarrollo
Diseñado por el piloto de pruebas británico Frank Courtney, el CA-1 era un anfibio de cinco asientos. El CA-1 estaba propulsado por un radial Wright 975E-1 de 272 kW (365 hp), cubierto por una capota e instalado en el ala superior, y movía (a través de una extensión del eje) una hélice propulsora. Disponía de un tren de aterrizaje anfibio triciclo y una cabina cerrada para el piloto y los pasajeros. Solo se construyeron tres aviones y todos se vendieron en Japón, siendo designados Curtiss-Wright LXC (Transporte Anfibio de la Armada Experimental Tipo C) por el Servicio Aéreo de la Armada Imperial Japonesa.

## Operadores
Japón
- Servicio Aéreo de la Armada Imperial Japonesa

## Especificaciones
Referencia datos: Curtiss Aircraft 1907–1947

### Características generales
- Tripulación: Uno (piloto)
- Capacidad: Cuatro pasajeros
- Carga: 110 kg de equipaje[4]
- Longitud: 9,5 m (31 ft)
- Envergadura: 12,2 m (40 ft)
- Altura: 3,7 m (12,1 ft)
- Perfil alar: NACA 2412[5]
- Peso vacío: 1352 kg (2979,8 lb)
- Peso cargado: 2109 kg (4648,2 lb)
- Planta motriz: 1× motor radial de nueve cilindros refrigerado por aire Wright R-975E-1 Whirlwind.
  - Potencia: 272 kW (375 HP; 370 CV)

### Rendimiento
- Velocidad máxima operativa (Vno): 243 km/h (151 MPH; 131 kt)
- Velocidad crucero (Vc): 201 km/h (125 MPH; 109 kt)
- Velocidad de entrada en pérdida (Vs): 97 km/h (60 MPH; 52 kt)
- Alcance: 890 km (481 nmi; 553 mi)
- Techo de vuelo: 4300 m (14 108 ft)
- Régimen de ascenso: 4,2 m/s (835 ft/min)

## Aeronaves relacionadas

### Secuencias de designación
- Secuencia CA-_ (interna de Curtiss): CA-1
- Secuencia L__ (Designación corta de Transportes (L) de la Armada Imperial Japonesa): ← L3Y - L4M - L7P - LXC - LXD - LXF - LXG (KR-2) →